# William Gibson (Dramatiker)

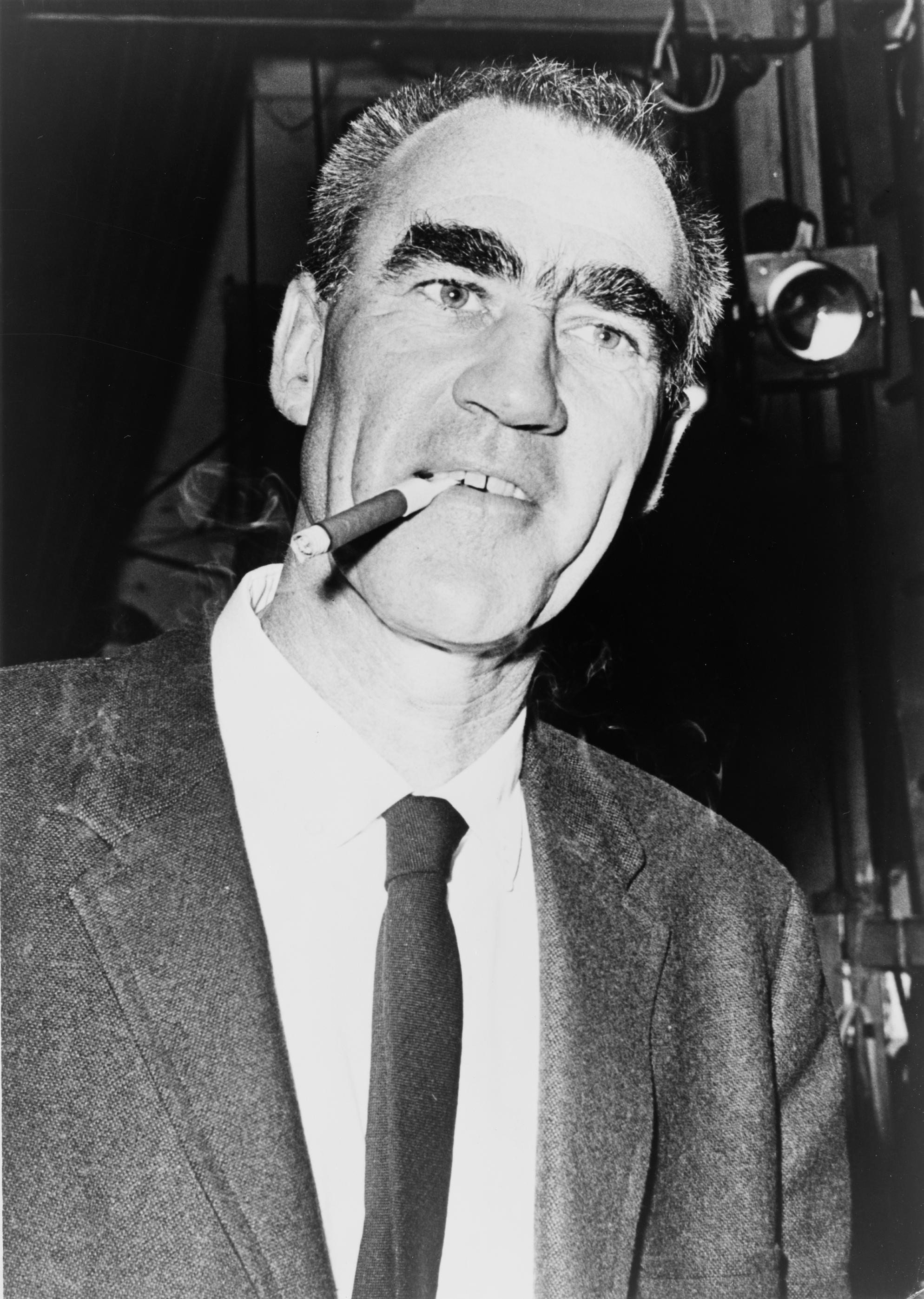
William Gibson, fotografiert von Ed Ford, 1964

William Gibson (* 13. November 1914 in New York City, New York; † 25. November 2008 in Stockbridge, Massachusetts) war ein US-amerikanischer Dramatiker und Schriftsteller.

## Leben
William Gibson besuchte das City College of New York. 1948 schrieb er sein erstes Buch Dinny and the Witches, aber erst mit dem 1954 erschienenen Roman Wie Wasser unter der Brücke (The Cobweb) gelang ihm ein Erfolg. Das Buch wurde im folgenden Jahr unter seiner Mitwirkung als Die Verlorenen mit Richard Widmark und Lauren Bacall in den Hauptrollen verfilmt. 1958 wurde mit Two for the Seesaw sein erstes Stück am Broadway aufgeführt. Es kam auf 750 Aufführungen und wurde für einen Tony Award nominiert. Robert Wise verfilmte es 1962 mit Robert Mitchum und Shirley MacLaine. 1959 folgte mit The Miracle Worker (Licht im Dunkel) sein erfolgreichstes Werk. Basierend auf der Geschichte von Helen Keller gewann es 1960 den Tony Award und kam zwischen 1959 und 1961 auf 719 Vorstellungen. Die Verfilmung von Arthur Penn mit Anne Bancroft in der Hauptrolle aus dem Jahr 1962 wurde mit zwei Oscars ausgezeichnet, Gibson war für seine Drehbuchadaption für einen weiteren Oscar nominiert. 2000 kam es unter dem Titel The Miracle Worker – Wunder geschehen zu einer erneuten Verfilmung. 
1964 wurde er für das in Zusammenarbeit mit Clifford Odets entstandene Musical Golden Boy für einen weiteren Tony Award nominiert. Bis 2005 wurden sechs weitere Stücke von Gibson am Broadway aufgeführt, darunter A Cry of Players über das Leben des jungen William Shakespeare sowie Golda’s Balcony über Golda Meir, welches von 2003 bis 2005 auf insgesamt 493 Aufführungen kam.

## Werke
- Dinny and the Witches, 1948 – Drama
- The Cobweb, 1954  – Roman (dt. Wie Wasser unter der Brücke, Hamburg 1956)
- Two for the Seesaw, 1958 – Drama (dt. Spiel zu zweit, Frankfurt am Main 1976)
- The Miracle Worker, 1959 – Drama (dt. Der Weg ins Licht, Frankfurt am Main 1965)
- Golden Boy, 1964 – Musical (Buch)
- A Cry of Players, 1968 – Drama
- Seesaw, 1973 – Musical (nach dem Stück Two for the Seesaw)
- Golda, 1977 – Drama
- Monday After the Miracle, 1982 – Drama
- Raggedy Ann, 1986 – Musical (Buch)
- Golda's Balcony, 2003 – Drama

## Filmografie (Auswahl)
Literarische Vorlage und Drehbuch
- 1955: Die Verlorenen (The cobweb)
- 1962: Licht im Dunkel (The Miracle Worker)
- 2007: Golda’s Balcony

Literarische Vorlage
- 1962: Spiel zu zweit (Two for the seesaw)
- 1998: Helen Keller – Weg aus dem Dunkel (Monday After the Miracle)
- 2000: The Miracle Worker – Wunder geschehen (The Miracle Worker)
- 2007: Deux sur la balançoire

## Auszeichnungen
- 1958 Tony-Award-Nominierung für Two for the Seesaw
- 1960 Tony Award für The Miracle Worker
- 1963 Oscar-Nominierung für The Miracle Worker
- 1965 Tony-Award-Nominierung für Golden Boy